# Bostwick (Georgia)
Bostwick es un pueblo ubicado en el condado de Morgan en el estado estadounidense de Georgia. En el censo de 2000, su población era de 322.

## Demografía
En el 2000 la renta per cápita promedia del hogar era de $39,464, y el ingreso promedio para una familia era de $56,667. El ingreso per cápita para la localidad era de $19,005. Los hombres tenían un ingreso per cápita de $30 000 contra $28,750 para las mujeres.

## Geografía
Bostwick se encuentra ubicado en las coordenadas 33°44′14″N 83°30′54″O / 33.73722, -83.51500 (33.737220, -83.514957).
Según la Oficina del Censo, la localidad tiene un área total de 8 km² (3,1 mi²), de la cual 8 km² (3,1 mi²) es tierra y 0 km² (0 mi²) (0.0%) es agua.